# Servitium

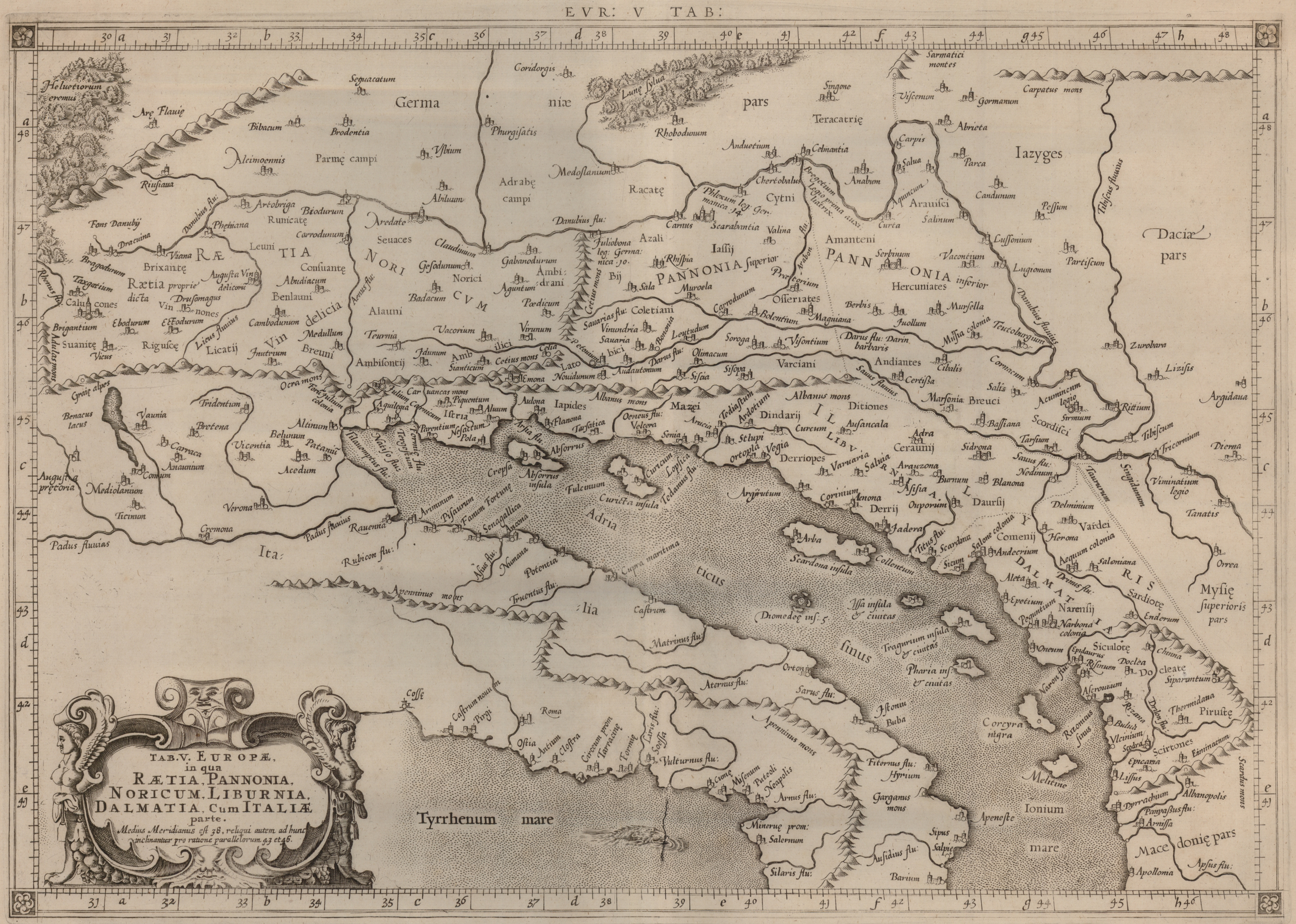
Serbinum on Ptolemaic map

Pour les articles homonymes, voir Servitium (homonymie).
 (mars 2010).
Améliorez-le ou discutez des points à vérifier. 
Servitium (également connu sous les noms Serbinum et Serbinon) est une ancienne agglomération romaine dans la province de Pannonie (extrême ouest de la Pannonie inférieure). Elle était située à l'emplacement de l'actuelle Gradiška au Nord de la Bosnie-Herzégovine.

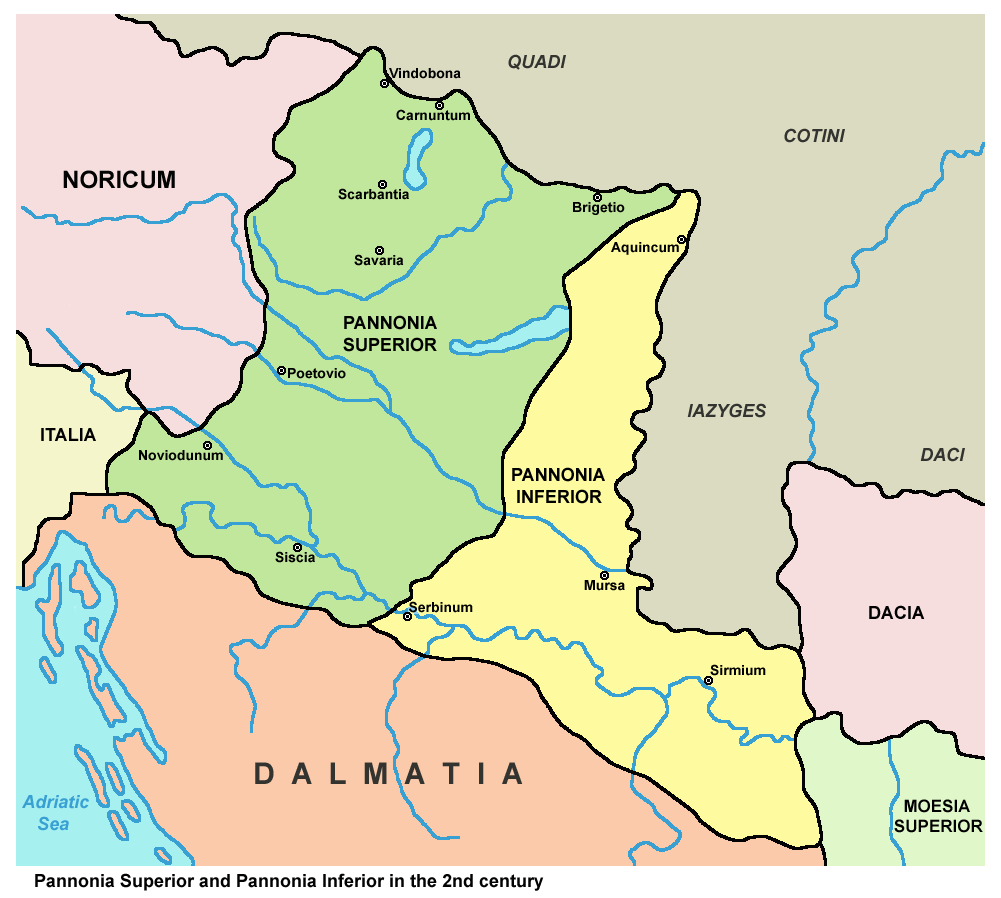

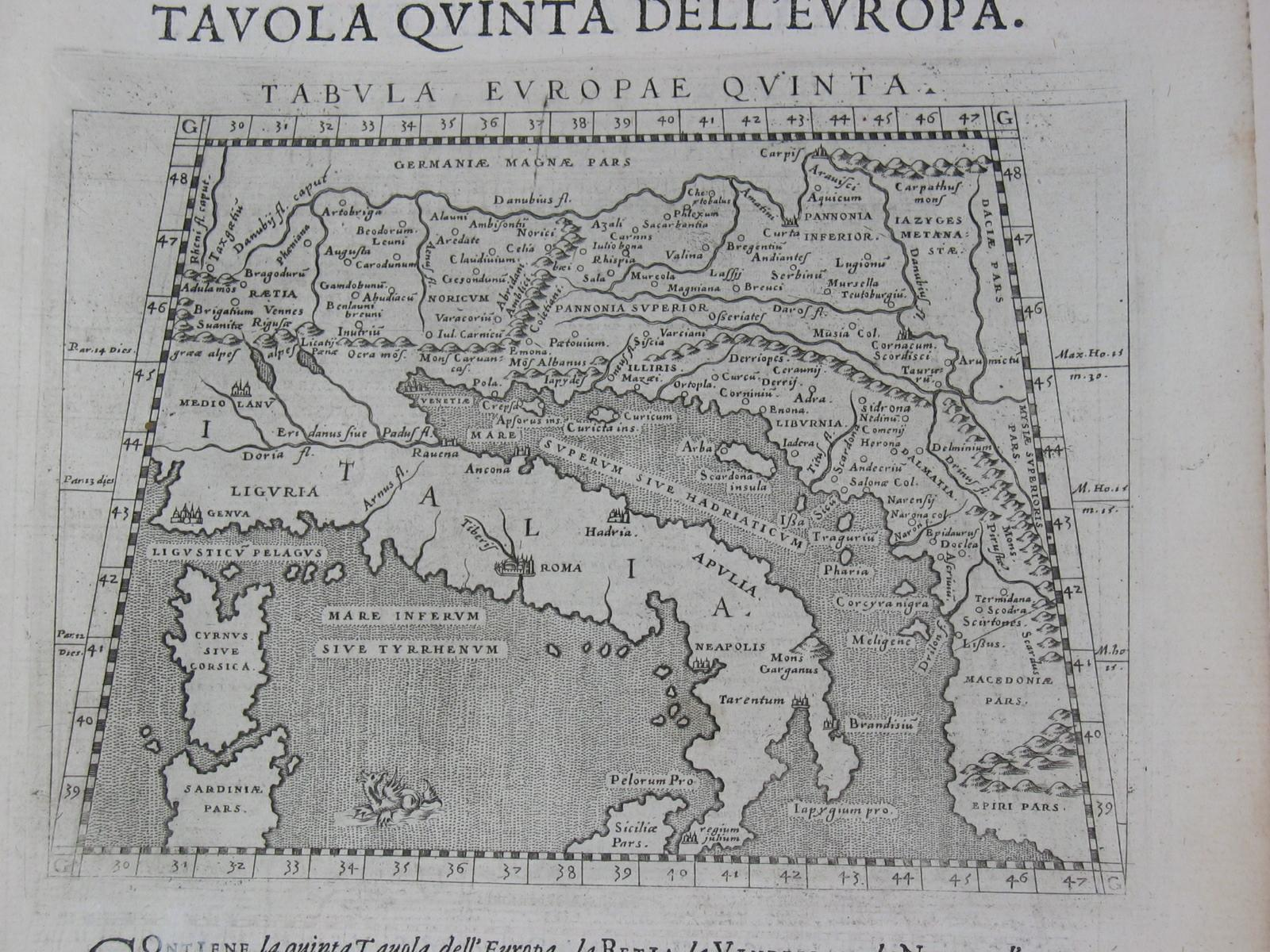
Serbinum on Ptolemaic map

## Sources
Plusieurs ouvrages géographiques antiques mentionnent Servitium, avec des variantes de dénomination :
- Claude Ptolémée, géographe du IIe siècle, mentionne et indique sur une carte un lieu nommé Serbinon ou Serbinum dans le secteur de la Save et du Danube[1]. Cet endroit était situé sous des montagnes de minerai Biblia ou montes Biblini ou Beby mètres, qui sont effectivement Kozara et Grmec, selon les scientifiques hongrois[2].
- Dans l'Itinéraire d'Antonin des IIe et IIIe siècles, ce nom est écrit Servitium.
- Dans la Table de Peutinger du IVe siècle, ce nom est écrit comme Seruitio.
- Dans la Notitia dignitatum, livre d'environ 400 apr. J.-C., ce nom est écrit comme servitii.
- la Cosmographie de l'Anonyme de Ravenne (VIIe et VIIIe siècles) indique Serbitium.

Tous ces mentions se réfèrent à un seul endroit, qui est identifié comme l'actuelle Gradiška.

## Histoire
Quelques inscriptions latines ont été trouvées sur le site, dont deux inscriptions funéraires païennes.

## Les théories de l'origine du nom
Une théorie suggère que le nom de la ville est relié à l'ancienne tribu Sarmate Serboi, ancêtres des Serbes, qui ont peut-être habité la région avec les Iazyges. Il est possible qu'une partie de la Serboi ait migré vers la Pannonie avec les Iazyges au Ier siècle, et que Serbinum a été nommé d'après eux. Le nom Servitium peut aussi désigner une station de ravitaillement sur un itinéraire routier.

## Littérature
- Aleksandar M. Petrović, Kratka arheografija Srba, Novi Sad, 1994.
- Живко Д. Петковић. Прве појаве српског имена, Београд, 1996.